# Santander (Cebu)
Pour les articles homonymes, voir Santander.
Santander est une municipalité de la province de Cebu, à l'extrême sud de l'île de Cebu, aux Philippines.

## Généralités
Elle est entourée des municipalités de Oslob au nord-est, Samboan au nord-ouest, de la mer de Bohol à l'est et du détroit de Tañon à l'ouest.
Elle est administrativement constituée de 10 barangays (quartiers/districts/villages) :
- Bunlan
- Cabutongan
- Candamiang
- Canlumacad
- Liloan
- Lip-tong
- Looc
- Pasil
- Poblacion
- Talisay

Sa population en 2019 est d'environ 20 000 habitants.